# Vũ Kim Hạnh
Vũ Kim Hạnh từng là một trong những tổng biên tập của báo Tuổi trẻ (thuộc Thành đoàn Thành phố Hồ Chí Minh); hiện nay là Chủ nhiệm Câu lạc bộ Hàng Việt Nam chất lượng cao. Năm 2011 tổ chức này chuyển thành Hội Doanh nghiệp hàng Việt Nam chất lượng cao. Bà Hạnh tiếp tục giữ chức chủ tịch.

## Đóng góp
Bà Vũ Kim Hạnh là một trong những người có công đầu trong việc xây dựng báo Tuổi trẻ thành tờ báo hàng đầu Việt Nam.
Đầu thập niên 1990, bà Hạnh chủ trương đẩy mạnh việc chống tiêu cực và đã thực hiện được một số vụ điều tra chấn động dư luận thời điểm đó. Loạt bài điều tra đầu tiên được ghi nhận là Xóm video đen. Và loạt bài điều tra thực thụ về vụ "Đường Sơn Quán" đã khiến số lượng phát hành của báo Tuổi trẻ tăng vọt từ vài chục ngàn bản mỗi kỳ lên hơn 100.000 bản mỗi kỳ rồi đứng vững ở mức số lượng đó.

## Bị kỷ luật
Dù là Tổng Biên tập, bà Hạnh vẫn viết khá đều đặn. Bà là một trong những người đã viết và cho đăng loạt phóng sự mô tả cuộc sống và những sự thật về Triều Tiên trong giai đoạn nước này bị khủng hoảng kinh tế.
Năm 1992 bà Vũ Kim Hạnh bị xem là "phạm khuyết điểm" khi cho đăng một số tư liệu chưa được công bố liên quan đến đời tư của Hồ Chí Minh, như việc ông đã từng có vợ là người Trung Quốc. Bà bị đình chỉ chức vụ Tổng Biên tập.
Ông Nuôi bắt đầu xử lý công việc của Tổng Biên tập báo Tuổi trẻ trong khi vẫn là Bí thư Thành đoàn. Sau đó, ngay khi vừa dứt nhiệm kỳ ở Thành đoàn, lập tức ông chính thức làm Tổng Biên tập của tờ báo này.
Khi "tổng kết" về bà Kim Hạnh trong giai đoạn này, Thành đoàn đi đến một nhận định là bà còn "non kém chính trị" trong khi một số bạn hữu cho rằng bà đã quá nhiệt tình và quá tin vào công cuộc Đổi Mới.

## Khởi xướng chương trình Hàng Việt Nam chất lượng cao
Dù là người có khả năng tổ chức, đầy nhiệt huyết và kinh nghiệm, song sau vụ kỷ luật, bà Kim Hạnh vẫn bị "ngồi chơi" một thời gian dài.
Trong thời gian này bà đã tổ chức biên soạn nhiều cuốn sách về kinh tế và kinh doanh, tập hợp trong tủ sách "Kinh tế thị trường từ A đến Z".
Sau đó, bà được mời đứng ra lập tờ tuần báo báo Sài Gòn Tiếp thị . Bà đã gây dựng và định hình cho tờ báo này, đưa nó trở thành một trong những tờ báo thành công nhất ở Việt Nam. Bà cũng là người đã đề ra và cùng báo Sài Gòn Tiếp thị khởi xướng ra Chương trình hàng Việt Nam chất lượng cao.
Sau này, bà Vũ Kim Hạnh được bầu làm Chủ nhiệm Câu lạc bộ Hàng Việt Nam chất lượng cao, được bổ nhiệm chính thức làm Giám đốc Trung tâm xúc tiến thương mại và đầu tư Thành phố Hồ Chí Minh (ITPC). Ở cương vị này, bà đẩy mạnh xúc tiến thị trường Campuchia, xây dựng mô hình "Nhà Việt Nam" tại Singapore và tạo ra nhiều dấu ấn mạnh mẽ như chuỗi hội chợ hàng Việt tại thành phố Côn Minh (tỉnh Vân Nam, Trung Quốc), tuần lễ thương hiệu châu Á tại VN ABE...
Sau khi về hưu, bà bắt đầu việc vận động để xây một trường đại học lớn ở Vũng Tàu.

## Trung tâm Nghiên cứu Kinh doanh BSA
Chỉ ít ngày sau khi về hưu chính thức, bà Vũ Kim Hạnh đã quyết định thành lập một trung tâm xúc tiến thương mại tư nhân đầu tiên của Việt Nam với tên gọi Trung tâm Nghiên cứu Kinh doanh và Hỗ trợ Doanh nghiệp, viết tắt là BSA.
Từ BSA, bà Hạnh lập ra một tổ chức tập hợp những doanh nhân hàng đầu Việt Nam như ông Trần Kim Thành của tập đoàn Kinh Đô, ông Võ Quốc Thắng của Đồng Tâm, ông Phạm Phú Ngọc Trai của Pepsi, ông Nguyễn Thành Long của SJC... Tham vọng của nhóm này là chia sẻ, truyền đạt kinh nghiệm làm ăn cho các doanh nghiệp vừa và nhỏ trong hội nhập quốc tế, bày tỏ ý nguyện của giới doanh thương đối với chính phủ.
Ngoài ra, bà cũng thành lập tổ chức bảo trợ công nhân là Quỹ Hỗ trợ Công nhân WSF với đủ mọi hoạt động dành cho công nhân, đặc biệt là trong tình hình suy thoái kinh tế toàn cầu vào cuối năm 2008, đầu năm 2009.
Năm 2009, bà Hạnh trình chính phủ đề án Thúc đẩy thị trường nội địa nhằm hỗ trợ các doanh nghiệp xuất khẩu khó khăn quay lại thị trường trong nước. Đây được xem là chương trình trọng điểm cấp quốc gia.